# Чмілівська сільська рада
Чмілівська сільська рада — колишня адміністративно-територіальна одиниця та орган місцевого самоврядування у Ємільчинському (Емільчинському) районі Коростенської і Волинської округ, Київської та Житомирської областей Української РСР з адміністративним центром у селі Чміль.

## Населені пункти
Сільській раді на час ліквідації були підпорядковані населені пункти:
- с. Льонівка;
- с. Осівка;
- с. Чміль.

## Населення
Кількість населення ради станом на 1923 рік становила 2 090 осіб, кількість дворів — 393.
Кількість населення сільської ради станом на 1924 рік становила 2 252 особи.

## Історія та адміністративний устрій
Створена 1923 року в складі с. Горбів, колонії Здоровець та слободи Чміль Емільчинської волості Новоград-Волинського повіту Волинської губернії. 7 березня 1923 року включена до складу новоутвореного Емільчинського району Коростенської округи. 21 жовтня 1925 року в с. Горбів утворено окрему, Горбівську сільську раду Емільчинського району. 25 січня 1926 року в кол. Здоровець утворено окрему, Здоровецьку сільську раду Емільчинського (згодом — Ємільчинський) району. Станом на 17 грудня 1926 року в підпорядкуванні значилося урочище Високе.
Станом на 1 вересня 1946 року сільська рада входила до складу Ємільчинського району Житомирської області, на обліку в раді перебувало с. Чміль.
11 серпня 1954 року, відповідно до указу Президії Верховної ради Української РСР «Про укрупнення сільських рад по Житомирській області», сільську раду ліквідовано, територію ради та с. Чміль приєднано до складу Горбівської сільської ради Ємільчинського району Житомирської області. Відновлена 20 травня 1963 року, відповідно до рішення Житомирського облвиконкому № 241 «Про зміни в адміністративно-територіальному поділі Малинського та Ємільчинського районів», в складі сіл Льонівка і Чміль ліквідованої Горбівської сільської ради та с. Осівка Миколаївської сільської ради Ємільчинського району.
Ліквідована 11 січня 1971 року, відповідно до рішення Житомирського облвиконкому «Про перенесення центрів Вербівської і Чмелівської сільських рад Ємільчинського району», через перенесення адміністративного центру ради до с. Осівка з відповідним її перейменуванням на Осівську.